# Condado de Rodríguez de Valcárcel
El condado de Rodríguez de Valcárcel fue un título nobiliario español creado por el rey Juan Carlos I de España, el 5 de enero de 1977, concedido con carácter póstumo, a favor de Alejandro Rodríguez de Valcárcel y Nebreda.
El título fue suprimido el 21 de octubre de 2022 tras la entrada en vigor de la Ley de Memoria Democrática.

## Denominación
La denominación de la dignidad nobiliaria refiere a los apellidos paternos, por lo que fue universalmente conocida la persona a la que se le otorgó, a título póstumo, dicha merced nobiliaria.

## Carta de otorgamiento
El título se le concedió, precisamente: 

«en atención a los méritos de don Alejandro Rodríguez de Valcárcel y Nebreda, Presidente de las Cortes y del Consejo del Reino en la sesión de veintidós de noviembre de mil novecientos setenta y cinco, en que fui proclamado Rey de España».
Real Decreto 23/1977, de 5 de enero; Publicado en el B.O.E. el 6 de enero 1977

## Armas
De merced nueva. Cortado: 1.º, en gules, cinco estacas de oro, sobre una terraza, de sínople; 2.º, en gules, un castillo, de oro, almenado, mazonado de sable y aclarado de azur. Divisa: «Vincit Omnia».

## Condes de Rodríguez de Valcárcel
|                            | Titular                                        | Periodo                    |
| Creación por Juan Carlos I | Creación por Juan Carlos I                     | Creación por Juan Carlos I |
| -------------------------- | ---------------------------------------------- | -------------------------- |
| I                          | Alejandro Rodríguez de Valcárcel y Nebreda     | 1977 (título póstumo)      |
| II                         | Carlos María Rodríguez de Valcárcel y de Ribed | 1978-2022                  |

## Historia de los condes de Rodríguez de Valcárcel
- Alejandro Rodríguez de Valcárcel y Nebreda (1917-1976), I conde de Rodríguez de Valcárcel (concesión póstuma), abogado del Estado, presidente de las Cortes y del Consejo del Reino. Como presidente del Consejo de Regencia, fue jefe del Estado durante dos días: entre el 20 de noviembre de 1975 (fecha del fallecimiento de Francisco Franco) y el 22 de noviembre de 1975 (fecha de la jura de Juan Carlos I). Se le recuerda por haber sido el encargado de tomar juramento a Juan Carlos I, en las Cortes, como nuevo Rey de España, el citado 22 de noviembre de 1975. Las imágenes del acto,[4] tomadas por Radiotelevisión Española, fueron ampliamente difundidas. Presidente de las Cortes, del Consejo del Reino, y del Consejo de Regencia. Abogado del Estado. Era hijo de Alejandro Rodríguez de Valcárcel Barbadillo y de su esposa, Irene Nebreda Merino.

1. Casado con María Teresa Gavilán Alonso. Sin descendencia. Le sucedió su sobrino —hijo de su hermano Carlos María Rodríguez de Valcárcel y Nebreda (1914-1961), y de su esposa María Carlota Ribed y Nieulant (1917-?), X condesa de Alba Real—:[5]

- Carlos María Rodríguez de Valcárcel y de Ribed, XI conde de Alba Real, II conde de Rodríguez de Valcárcel.[5] Último titular.